# Jelebu (district)
Jelebu is een district in de Maleisische deelstaat Negeri Sembilan.
Het district telt 39.000 inwoners op een oppervlakte van 1400 km².